# Мизур
Мизу́р (осет. Мызур, устар. Мызуры Бын) — горный посёлок городского типа (с 1941 по 2005 г. — рабочий посёлок) в Алагирском районе Республики Северная Осетия-Алания. Административный центр Мизурского сельского поселения, является самым длинным, протяжённым горным посёлком городского типа.

## География

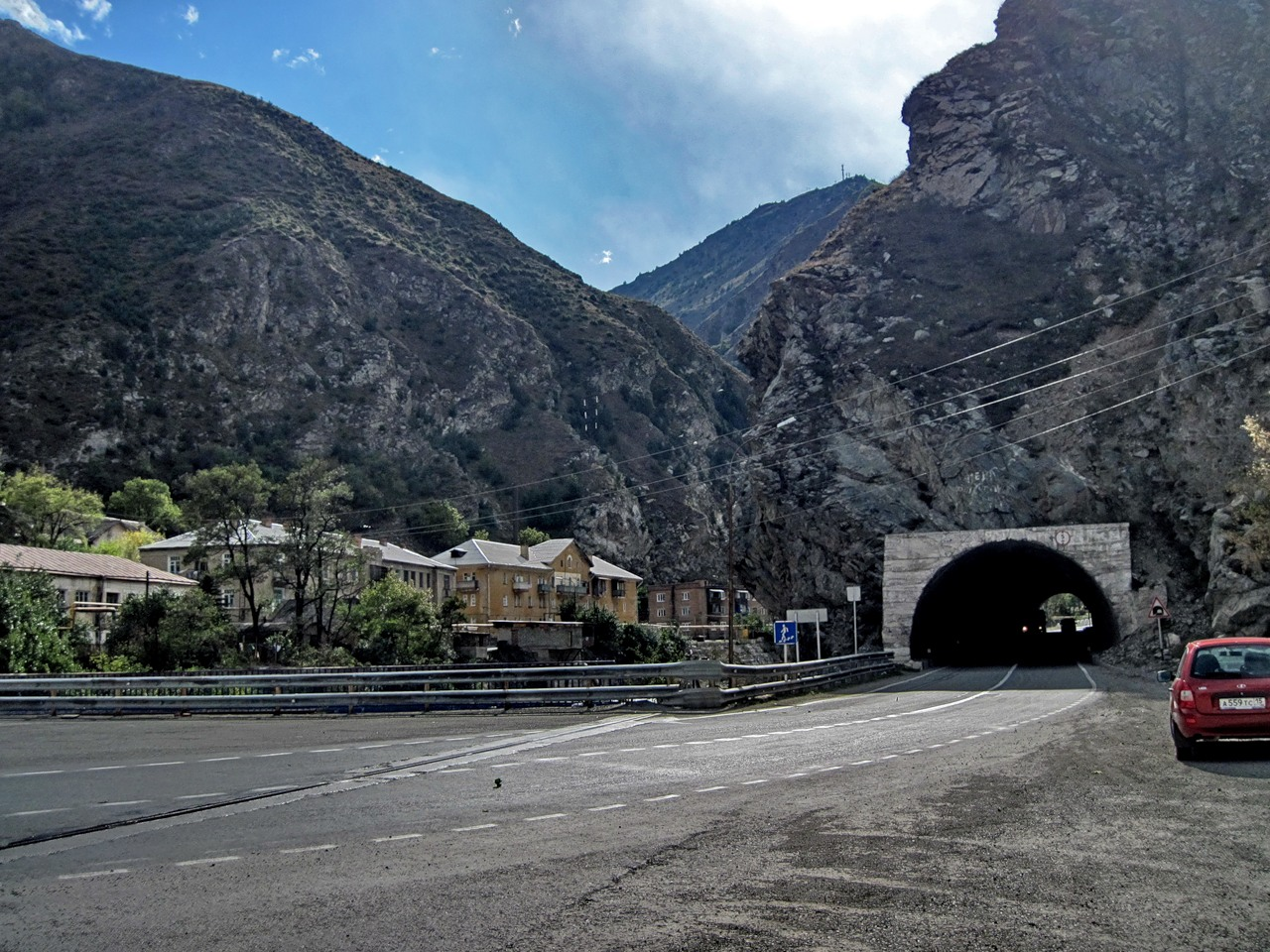
Транскавказская магистраль в пределах посёлка

Посёлок вытянуто расположен по обоим берегам реки Ардон, на Транскавказской магистрали. Находится в 27 км к югу от районного центра Алагир и в 65 км к юго-западу от Владикавказа.
Фактически, Мизур является одним из самых узких посёлков России, он плотно зажат между автомобильной дорогой и горами, образующими ущелье с необычным видом.
К северу от посёлка расположены селения — Верхний Мизур, Гусойта и Ксурта. Недалеко от въезда в посёлок, на правом берегу реки Ардон расположен посёлок Геологов.

## История
В конце XIX века на землях Мизурского общества осети, бельгийскими предпринимателями был основан рабочий посёлок, для жителей которых основной сферой деятельности стала добыча свинцово-цинковой руды в здешних отрогах южного склона Скалистого хребта.
В XX веке посёлок стал заселяться осетинами с разных окраин Осетии, а также русскими (жившими там с XIX века, а также переселёнными в разное время в XX веке) и другими представителями разных народов СССР. Посёлок стал застраиваться как городское поселение, являющееся пунктом притяжения курортного, социального, торгового назначения, а также всех окрестных поселений. Строились трёх-, пяти- и девятиэтажные многоквартирные дома. Также в нём снимались кинофильмы Северо-Осетинской киностудии.
В 1981 году Указом Президиума Верховного Совета РСФСР посёлок Мизурский переименован в Мизур. В 2005 году преобразован в сельский населённый пункт. Селение держит на сегодняшний день статус крупнейшего по населению и по территории горного населенного пункта.

## Население
| 1959 | 1970  | 1979  | 1989  | 2002  | 2010  | 2021  |
| ---- | ----- | ----- | ----- | ----- | ----- | ----- |
| 4387 | ↗4499 | ↘3975 | ↗4005 | ↘2883 | ↗3166 | ↘2142 |

Население 3623 чел. на 2020 год.

## Экономика
В Мизуре расположена Мизурская обогатительная фабрика, входящая в Садонское горнорудное предприятие — группу предприятий, добывающих и обогащающих свинцово-цинковую руду для завода «Электроцинк» (Владикавказ).
- Гидроэлектростанция,
- Хлебопекарня,
- В апреле 2021 года открылась швейная фабрика.

Половина местных жителей работает в Алагире и в других поселениях района, некоторые жители ездят на работу в город Владикавказ. Так же часть сельчан занимается частным бизнесом на территории посёлка.

## Памятники
- Памятник Иосифу Сталину
- Памятник Коста Хетагурову
- Памятник Владимиру Ленину
- Памятник Максиму Горькому